# San Luis (Santiago de Cuba)
San Luis o San Luis de las Enramadas es un municipio de la provincia de Santiago de Cuba. Es una localidad de tamaño mediano desde el punto de vista geográfico, a solo veintiocho kilómetros de la capital, Santiago de Cuba. El municipio de San Luis es uno de los veintidós municipios en la antigua provincia de Oriente, en Cuba. Está ubicado al centro de la provincia. Por el este limita con el municipio de Alto Songo, al sur con el de Cobre, al oeste con Palma Soriano y al norte con Mayarí. El territorio de esta municipalidad comprende una superficie de 498 kilómetros cuadrados. Su nombre es homónimo al del municipio de igual nombre en el occidente del país. 
La autopista nacional pasa a un extremo del pueblo. Entre sus características más famosas se destaca el maíz con la popular ayaca o tamal y los carnavales. La fiesta parroquial es la solemnidad de San Joaquín, el 16 de agosto, celebrado de igual forma el 15 de agosto como día del Sanluisero Ausente.
San Luis fue fundado en 1827 en una caballería de terreno de la hacienda de su nombre. Permaneció por muchos años sin un aumento estimable, hasta que con motivo de la guerra de 1868 las familias dispersas de la campiña se concentraron en este lugar para huirle a los peligros de la contienda y edificaron sus viviendas. El paso del Ferrocarril de Cuba y el ramal llamado del Este aceleraron el proceso de su crecimiento y de su riqueza.
Su economía actual está basada en la producción azucarera, contando con dos centrales, además de contar con talleres de reparación de equipamientos ferroviarios.
En su agricultura destaca, además de la producción de caña de azúcar, la producción de café y la ganadería vacuna.
Su territorio tiene una extensión de 764,9 km² y su población asciende a 82 454 habitantes, concentrándose la mayor cantidad en la zona urbana con 46  61 y 35 993 en la zona rural, distribuidos en 17 consejos populares. Es el cuarto por su extensión superficial y el quinto por su población en la provincia de Santiago de Cuba. Los principales asentamientos poblacionales son San Luis (cabecera municipal), Chile y Dos Caminos, situados en el eje del Ferrocarril Central de Cuba. Posee otros 63 asentamientos rurales..

## Historia

### La Dominación Colonial y las Luchas por la independencia
El poblamiento de esta área por parte de los colonizadores españoles se enmarca en la segunda mitad del siglo XVIII, de acuerdo a la información ofrecida por Emilio Bacardí en sus crónicas, según el cual en 1665 el cabildo otorga tierras a Pedro Vázquez en Río Grande y un grupo de personas solicitan terrenos, como Juana Aguilera en el Paso de Calabazar en Río Grande, Alonso Salina en Las Enramadas (1670), Francisco Izquierdo en Bolaño (1737) y Pedro Zapata en la cercanía del Ingenio Guaninicúm con el fin de establecer hatos y estancias para la crianza de ganado mayor y cultivos de subsistencias (1).
La economía se organizó en los alrededores de hato, sitios para las labores agropecuarias, se derribaron bosques, que se dedicaron agricultura y ganadería, en esta etapa, se producía para el autoconsumo, no existía excedente previo a la fundación del partido en 1827. Al surgir los primeros ingenios en la zona comienza a desarrollarse la producción azucarera, de economía variada, se desarrolla el mercado interno y el excedente se envía a la ciudad cabecera.
Paralelamente a este proceso de poblamiento, los colonizadores trasladan a los nuevos territorios ocupados algunas instituciones propias de su régimen social, como por ejemplo, la iglesia que a diferencia de otras jugó un papel importante en la sociedad, desde estos primeros núcleos poblacionales hasta la etapa republicana permitiéndole mantener bajo su control grandes extensiones territoriales.
Desde 1872 se realizan las primeras gestiones para la constitución de una iglesia, posteriormente en 1874 el Señor José Francisco Espino también gestiona que se construya una iglesia en la zona, por su parte Santiago Hechavarría Ferrer en 1891 reitera esta petición para constituirla en territorio de su ingenio "Arroyito", cuya edificación fue autorizada por el Obispo Antonio Feliú y Centeno, con el nombre de nuestra Señora del Rosario de Arroyito, en San Nicolás de Morón, no siendo autorizada su ejecución en esos momentos argumentándose por el Fiscal Eclesiástico la existencia en la zona de un curato que ejercía las principales funciones religiosas.
En 1784 se anuncia la construcción de la iglesia solicitada por José Francisco Espino, queda terminada en 1802. En 1816 por Real Célula se aprueba la construcción de la iglesia de la sacristía mayor que había sido solicitada por el prelado desde el 1772, la parroquia atendía de 11 a 12 mil feligreses y se extendía por el norte Mayarí Abajo, por el sur hasta el Caney, por el oeste a Palma Soriano y por el este a Tiguabos (2).
Por Decreto Eclesiástico del 12 de mayo de 1854 se declaró que corresponde a la iglesia de Morón desarrollar la labor eclesiástica en el Partido de Las Enramadas, al año siguiente parte de este partido pasa a ser atendido por la Parroquia de Santa Fermina (3).
Desde 1813 existían contradicciones entre las parroquias de Palma Soriano en construcción y la de Morón, por el control del territorio de Las Enramadas,  en 1852 se resolvió a favor de Morón con reserva de lo que hiciere en nueva creación de parroquia. El Partido de Las Enramadas quedaba incluido en la Parroquia de San Nicolás de Morón. 
Las actividades religiosas, bautismo, matrimonio, de funciones del Partido eran realizadas por dicha iglesia. Al desaparecer la Parroquia de San Nicolás de Morón y las Enramadas se traslada ésta para la primera iglesia que se crea en San Luis de Las Enramadas en 1901, todo el archivo pasa a la Parroquia San Joaquín, Santo Patrón del poblado.
Esta desde su inicio su papel principal era la de someter a los fieles a través del bautismo procuraba que esclavos y desposeídos aceptaran la explotación ejerciendo gran influencia en la población. En 1857 se constituyó una iglesia en Dos Caminos con donativos de los fieles y el Prelado. El párroco de Morón acudía en los días festivos a algunas de las iglesias para realizar oficios religiosos. 
El desplazamiento que se produjo en los primeros años del siglo XIX hacia el Valle Central trae como consecuencia el surgimiento de núcleos urbanos. Esta tendencia migratoria conlleva a la creación del Partido Las Enramadas el que aparece como tal en el censo de 1827, por lo que la fundación del Partido y su desarrollo está en correspondencia con la expansión azucarera.
"Enramadas (caserío  de  las) grupo de pobres viviendas en el centro del territorio y cabecera del Partido de su nombre. Está situado en uno de los valles más fértiles de la Cordillera de la Sierra Maestra que se extiende de este a oeste por todo el Partido de las Enramadas. Tiene al sur la ciudad de Santiago de Cuba a cuya jurisdicción pertenece, al oeste la Villa del Cobre y al este el pueblo del Caney y al norte el de Palma Soriano (4)".
La necesidad de buscar nuevas tierras más fértiles para la expansión azucarera es lo que trae a esta zona hacendados que incrementan la producción de azúcar y en 1828 ya existían 10 ingenios, los habitantes aumentaron atraídos por la producción de azúcar, existían las condiciones para fundar varios caseríos.
En el censo efectuado en 1846 aparece la Ciudad de Santiago de Cuba como capital del Departamento Oriental y de la jurisdicción de su propio nombre con 46  partidos. Al producirse una división político-administrativa en los años 1861- 1862  se lleva a cabo una concentración de los partidos quedando 6,  entre ellos el de Las Enramadas como de segunda clase.
(bajo construcción)
Hasta la década del 70 del Siglo XVIII en que las fábricas de azúcar y las tierras dedicadas al cultivo de la caña se internan en la jurisdicción, expandiéndose por las zonas llanas. Hasta ese momento las tierras azucareras se hallan en las inmediaciones de la ciudad santiaguera para aprovechar las vías de comunicación que la unen con su puerto.
El proceso de colonización hacia el Valle Central se intensifica en la segunda mitad del siglo XIX cuando el cultivo de la caña de azúcar se extiende a zonas antes desconocidas por la facilidad de adquirir esclavos y tierras vírgenes. La burguesía criolla santiaguera y algunos inmigrantes, irrumpen en el fértil Partido La Enramada en Santiago de Cuba, adquiriendo tierras e instalando trapiches y pequeños ingenios. La colonización de las tierras ubicadas al norte de la ciudad santiaguera determina la formación de varios partidos rurales, destacándose entre ellos por el peso de la producción cafetalera y azucarera, el Partido La Enramada, que para 1861 cuenta con 18 ingenios, 22 cafetales, 43 potreros, 4 fincas, 30 tejares, 30 vegas y 87 estancias de labor.
Para los dueños de los ingenios ubicados en la zona se convierte en un gran problema la extracción de los productos agrícolas y los azúcares, que en su mayor parte era semielaborada, hasta la ciudad y el puerto santiaguero, trayendo consigo la pérdida de cuantiosas riquezas. Esta crítica situación lleva a que los hacendados de la región, que han adquirido en calidad de compra tierras fértiles, manejen la idea de unirse para darle una solución a esta problemática, deviniendo en la aprobación por parte del gobierno provincial, en el año 1856, de la concesión para la construcción de un ferrocarril que saliendo del Puerto de Santiago de Cuba recorriera todo el valle de Maroto hasta La Sabanilla.
En  agosto de 1866, con la construcción del último tramo que corre de San Rafael a La Enramada, se funda el Ferrocarril Sabanilla – Maroto, el que trae grandes beneficios a los propietarios de tierras e ingenios y lleva necesariamente a la aparición de un paradero, donde se concentran las mercancías y personas para su traslado a Santiago de Cuba.
Pronto el Paradero de La Enramada se convierte en un punto atractivo de urbanización, apareciendo un pequeño conglomerado de viviendas que se incrementa paulatinamente, a tal punto que para 1877 se aglutina un total de 1727 habitantes. Es así como surge el caserío de San Luis de La Enramada.
Los habitantes de San Luis son el resultado de la mezcla de vecinos de las comarcas cercanas e inmigrantes españoles, franco-haitianos, canarios, antillanos, árabes, chinos y otros que se fueron forjando con el transcurrir de los años, en que se dejó lentamente la impronta rural, una identidad propia con un acervo cultural diverso e inagotable, que es típico del santiaguero, del cubano y del caribeño, identidad sanluisera surgida de un profundo y complejo mestizaje. El pueblo de San Luis, es un pueblo carismático, alegre y con ganas de salir adelante a pesar de las  dificultades, así, como cualquier otro pueblo de la Isla de Cuba.

## Geografía
Su territorio es montañoso y entre sus principales alturas se destacan: Puerto Boniato en la Sierra del mismo nombre en el Poblado Boniato,Santiago de Cuba,Cuba, Puerta del Isleño, Puerto de las Enramadas, el Alto Carralillo, todas del grupo de la Sierra Maestra. Entre esas y otras alturas de menor elevación se abrigan dilatados valles plenos de verdor y fértiles en grado sumo. Sus principales corrientes son: Río Grande, Guaninicún, San Pedro y Maroto.

## Educación
Antes de 1959, el territorio disponía de un reducido número de escuelas al quedar el 71.1% de los niños y jóvenes con edad escolar sin matricular en escuela alguna.
En la zona urbana se encontraban las escuelas primarias: Mariana Grajales, José de la Luz y Caballero y José Antonio Saco; además proliferaron los colegios privados entre los que se encontraban el bautista José Martí, La Católica María Inmaculada; Eliseo López y El Gran Educador (estos dos últimos surgidos desde fines de la década del 30).
En el año 1945 y tras fuertes gestiones de la Profesora Estela Martínez Velasco se funda la Escuela Primaria Superior Mariana Grajales Coello ubicada en la calle Martí, esquina Goulet. Al concluir el 8ᘁ° grado los jóvenes se veían obligados a trasladarse a Santiago de Cuba para continuar estudios, viéndose imposibilitada la gran mayoría de estos a asistir, por falta de recursos económicos.
En 1978 existen en el municipio 180 Escuelas Primarias, 3 Secundarias Básicas, 1 Tecnológico, 1 Politécnico, 2 Círculos Infantiles y una Facultad Obrero Campesina (FOC); en el curso 1978-1979 se inaugura el primer Pre-universitario.
En la actualidad se alcanzan niveles superiores en la calidad de la enseñanza, pues el municipio cuenta con un total de 32 Escuelas Primarias, 14 son Rurales y 18 Urbanas, 2 Politécnicos: Instituto Politécnico Agropecuario e Instituto Politécnico Industrial; en la enseñanza de adultos se cuenta con 7 centros, de ellos 2 son unificados y 2 Cursos de Superación. También cuenta con 2 Escuelas Especiales, una en San Luis y la otra en el Poblado Dos Caminos; 4 Pre-universitarios: 1 Pre Urbano, 2 Institutos Pre-universitarios en el Campo y un Instituto Pre-universitario en Ciencias Pedagógicas; 4 Círculos Infantiles y 8 Secundarias Básicas. Además en la Enseñanza Superior se cuenta con el Centro Universitario Municipal (CUM).